# Viriato
Viriato (in latino Viriathus, in greco antico: Οὐρίατθος?; Lusitania, 180 a.C. – Lusitania, 139 a.C.) è stato un celebre condottiero lusitano vissuto nel II secolo a.C.; combatté per l'indipendenza del suo popolo dalla Repubblica romana dal 147 a.C. fino alla morte.
La sua tecnica per opporsi agli eserciti romani era quella della guerriglia: esperto montanaro, usava attaccare il nemico con rapide sortite per poi rifugiarsi fra i monti.
Viriato è uno degli eroi nazionali del Portogallo, che corrisponde al territorio degli antichi Lusitani.

## Biografia

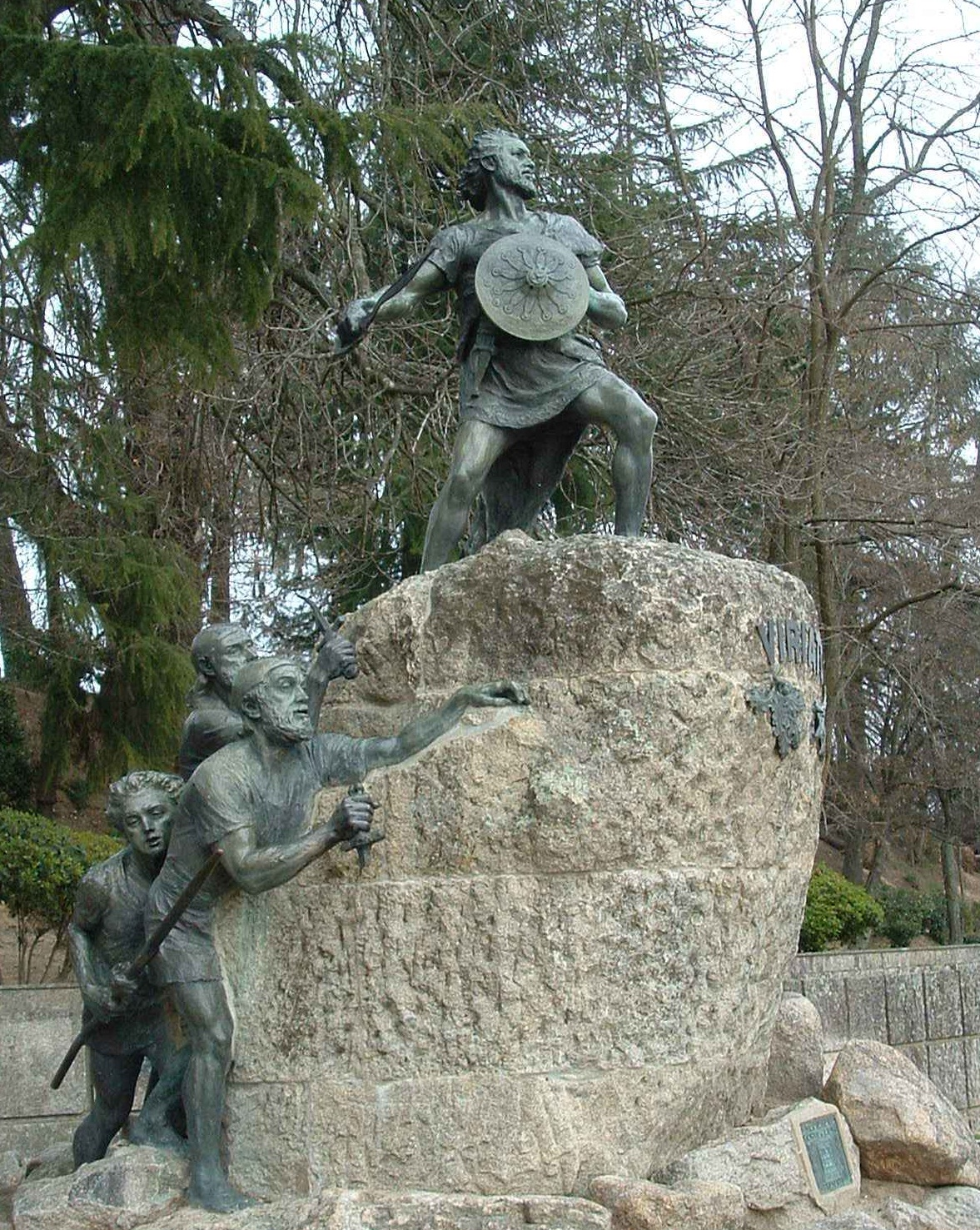
Statua di Viriato, a Viseu, Portogallo.

### Origini
I Romani lo descrivono inizialmente come un pastore o un cacciatore, poi come un ladro e capo guerriglia, come sarebbe stato chiamato in Hispania al giorno d'oggi. Il suo personaggio è descritto con favore in un frammento di Dione Cassio. Antiche testimonianze raccontano anche che era un uomo con uno spiccato senso della giustizia che divideva equamente fra tutti il bottino delle sue vittorie contro il nemico.

### La rivolta

#### Origine del ruolo di Viriato
I Lusitani da molto tempo erano abituati a trarre sostentamento da rapine e da scorribande e continuarono a comportarsi in questo modo anche dopo che i Romani erano diventati padroni dei paesi limitrofi, tanto che i pretori decisero di cercare di porre fine alle loro incursioni. Pertanto nel 151 a.C. la Lusitania fu invasa dal pretore Servio Sulpicio Galba e l'anno successivo dal proconsole Lucio Licinio Lucullo. I Lusitani, in allarme, inviarono offerte di sottomissione a Galba, che li invitò a lasciare le loro fortezze montane con la promessa di dare loro terre fertili. Quando arrivarono nella pianura, li fece disporre in tre accampamenti diversi, chiedendo loro di deporre le armi in segno di amicizia.
Dopo di ciò li circondò con le sue truppe e, a tradimento, li uccise tutti. Pochissimi dei Lusitani riuscirono a fuggire, ma tra i sopravvissuti ce ne era uno che non avrebbe mai perdonato in cuor suo i Romani: Viriato. Egli allora diventò il vendicatore dei torti subiti dagli abitanti del suo paese, che avevano perso le loro case, le loro famiglie e i loro possedimenti per colpa dei romani traditori. Viriato era il leader ideale perché conosceva il paese e quindi sapeva portare avanti la guerra nel modo più adatto alla natura del luogo e alle abitudini dei suoi connazionali. In un primo momento evitò tutte le battaglie in pianura e combatté una guerriglia incessante in montagna.
Fino al 147 a.C. i Lusitani, però, non furono in grado di raccogliere un gruppo compatto di uomini, in quest'anno infatti invasero la Turdetania. Mentre devastavano il paese furono attaccati dal pretore romano Gaio Vetilio, che sconfisse i Lusitani che furono costretti a rifugiarsi in una fortezza a cui i romani, in seguito, posero l'assedio. La mancanza di disposizioni da un superiore avrebbe impedito che i Lusitani riuscissero a respingere i Romani a lungo e di conseguenza cercarono di fare un accordo con Vetilio, che promise di assegnare loro un posto dove stare. Viriato, che aveva una parte importante in quell'esercito improvvisato, ma che non era ancora stato formalmente riconosciuto come loro generale, ricordava il tradimento dei Romani e promise ai suoi che se lo avessero nominato loro capo li avrebbe salvati. I Lusitani acconsentirono volentieri e lui fu eletto all'unanimità il loro comandante.

#### I primi successi
Con uno stratagemma audace e sapiente ingannò il generale romano. Assemblò le sue forze a Tribola, una cittadina a sud del Tago in Lusitania. Là fu inseguito da Vetilio, ma Viriato, fingendo di ritirarsi, tese ai romani un'imboscata, in cui furono attaccati dai Lusitani e sconfitti con ingenti perdite: Vetilio stesso fu ucciso e su 10 000 Romani solamente 6 000 riuscirono a fuggire. I superstiti si rifugiarono sotto il comando del questore entro le mura di Carpessus, che Appia suppone essere lo stesso luogo dove sorgeva l'antica Tartesso. Temendo di incontrare il nemico in campo, il questore ottenne 5 000 uomini dai Belli e dai Titthi, tribù di Celtiberi, che allora erano alleati dei Romani e li mandò contro Viriato, ma furono sconfitti dal generale lusitano che ora poteva entrare nella Carpetania senza incontrare alcuna opposizione.
All'arrivo del pretore Gaio Plauzio l'anno successivo, 146 a.C., con un esercito fresco, Viriato abbandonò la Carpetania e si ritirò in Lusitania. Egli fu caparbiamente seguito dal pretore, che tagliò i ponti sul Tago per bloccarlo, ma mentre i Romani erano impegnati a fortificare il loro accampamento su una montagna, coperta da olivi, che gli scrittori romani chiamano la collina di Venere, furono attaccati da Viriato e messi in fuga un'altra volta, ancora subendo grandi perdite. Plauzio era così scoraggiato da questa sconfitta che non fece nessun ulteriore tentativo contro il nemico, ma condusse il suo esercito negli accampamenti invernali, anche se era ancora solo la metà dell'estate. I paesi degli alleati dei romani erano dunque ancora lasciati alle devastazioni di Viriato, che costrinse gli abitanti a pagare l'intero valore dei loro raccolti e, nel caso rifiutassero, li uccideva. Prese anche Segóbriga, il capoluogo dei Celtiberi.

#### Ascesa dei Lusitani
La guerra in Hispania aveva ormai assunto un aspetto così minaccioso che il Senato deliberò di inviare un console e un esercito consolare in quel paese. Di conseguenza, nel 145 a.C. alla scadenza del suo mandato di console Quinto Fabio Massimo Emiliano, figlio di Lucio Emilio Paolo, che conquistò la Macedonia, ricevette la Hispania come sua provincia. Ottenendo due nuove legioni da Roma, costituite per la maggior parte da nuovi reclutati, al fine di dare un po' di riposo alle truppe veterane, che erano reduci dalle guerre in Grecia e Macedonia. Ottenne pure alcune forze dagli alleati e, quando passò in rassegna le sue truppe a Urso o Orso, la moderna città di Osuna in Andalusia, il suo esercito ammontava a 15 000 fanti e 2 000 cavalieri.
Ma prima del suo arrivo in Hispania, i Romani avrebbero subito un'altra sconfitta. L'esercito del pretore Claudio Unimano, infatti, era stato quasi annientato ed i fasci e il bottino preso dai Romani era stato rubato da Viriato, che espose gli oggetti come trofei in montagna. Quinto Fabio sembra che non sia arrivato in Hispania fino alla metà dell'estate e che lui non avrebbe combattuto con il nemico fino a quando lui non fosse andato a Gades ad offrire un sacrificio ad Ercole. Nel fare ciò lasciò il suo esercito sotto il comando del suo legato. In sua assenza i suoi soldati furono attaccati da Viriato, che uccise molti di loro e il legato di Quinto Fabio.
Quando questo tornò da Gades, non poteva più affrontare Viriato regolarmente per lo scarseggiare delle truppe e passò il resto dell'anno nell'addestrare nuove reclute e in piccoli scontri occasionali con il nemico, con il quale i suoi soldati acquisirono fiducia ed esperienza. L'anno seguente (144 a.C.) Quinto Fabio riuscì a riavere il governo della Spagna e ora si poteva affidare a sufficienti truppe per avventurarsi ad attaccare Viriato e le sue forze. Viriato fu sconfitto e scacciato dai domini romani in Hispania e le sue due principali città caddero nelle mani di Quinto Fabio. Dopo questi successi il pretore condusse le sue truppe nei quartieri invernali a Cordoba. Questi successi di Fabio, tuttavia, erano più che controbilanciati da un'altra insurrezione formidabile in Hispania.

#### La guerra numantina
Gli Arevaci, i Belli e i Titthi e altre genti Celtiberiche, che abitano quella parte della Hispania che ora si chiama Vecchia Castiglia, erano stati sottomessi dai Romani alcuni anni prima e due di loro, i Belli e i Titthi, avevano, come abbiamo già visto, inviato assistenza ai Romani nella loro guerra contro Viriato. Erano ora, tuttavia, indotte a seguire l'esempio di Viriato e di prendere le armi contro i Romani e, quindi, quasi tutta la Hispania centrale si ribellò. La guerra contro i Celtiberi divenne ancora più complicata di quella contro i Lusitani e di solito è chiamata con il nome di guerra Numantina, da Numanzia, la città principale degli Arevaci.

#### Caccia a Viriato
Nel 143 a.C. l'ex console Quinto Cecilio Metello Macedonico fu mandato in Hispania Citeriore come governatore e il propretore Quinto Pompeo in Hispania Ulteriore, come successore di Fabio Emiliano. Mentre Metello condusse la guerra con successo contro i Celtiberi, Pompeo non fu altrettanto fortunato nella sua campagna contro Viriato. Il propretore romano aveva in un primo momento ottenuto una vittoria sul generale lusitano e lo aveva inseguito fino alle montagne a sud del Tago, dove si trova il già menzionato Colle di Venere. Qui Viriato smise di scappare dai suoi inseguitori e li respinse nel loro accampamento con più di 1 000 uomini persi.
Questa sconfitta scoraggiò Pompeo e permise al nemico di devastare il paese intorno al Guadalquivir senza resistenza, mentre il generale romano guidò il suo esercito in autunno negli accampamenti invernali a Corduba. L'anno seguente, 142 a.C., il console Quinto Fabio Massimo Serviliano fu mandato in Spagna Ulteriore come successore di Pompeo. Quinto Metello rimase come proconsole nella Hispania Citeriore. Serviliano portò con sé due legioni romane e molte truppe alleate, pari in tutto a 16 000 fanti e 1 600 cavalieri e aveva anche ottenuto da Micipsa alcuni elefanti.
Il proconsole in un primo momento portò avanti la guerra con grande successo, sconfisse Viriato e lo costrinse a ritirarsi in Lusitania, prese d'assalto molte delle sue città e sterminò diverse bande di guerriglieri. L'anno successivo, però, nel 141 a.C., quando Serviliano rimase in Hispania come proconsole, la sorte della guerra cambiò. I Romani avevano posto l'assedio a Erisane; Viriato entrò in città di notte e all'alba fece una sortita vittoriosa contro gli assedianti. I romani persero un gran numero di uomini e furono messi in fuga. Nella loro ritirata essi vennero spinti in un passo di montagna, dove furono circondati dai Lusitani e, come i loro antenati alle Forche Caudine, si arresero.

#### Vittoria di Viriato
La fuga era impossibile e non avevano altre alternative tranne una resa incondizionata. Viriato sfruttò la sua vittoria con moderazione.
Accettò di permettere ai Romani di andarsene, a condizione che permettessero ai Lusitani a mantenere il possesso indisturbati del proprio territorio e che fosse riconosciuto come amico e alleato del popolo romano. Serviliano concluse un trattato con Viriato accettando queste condizioni e lo ratificò al popolo romano. Così la guerra con Viriato sembrò essere finita.

#### Tradimento del patto
Il console Servilio Cepione, succeduto al fratello Serviliano nel comando della Hispania Ulteriore nel 140 a.C., fu molto deluso per la chiusura inaspettata della guerra. Aveva sempre guardato la guerra in Hispania come un'opportunità per acquisire sia la ricchezza che gloria e, quindi, usò tutta la sua influenza per indurre il Senato a rompere il trattato dicendolo indegno per il popolo romano. Il Senato, però, non ebbe la sfrontatezza di dare la sua approvazione per una aperta violazione della pace, ma, abbracciando la causa di Cepione, autorizzò delle azioni per indebolire Viriato, senza alcun attacco aperto. Dopo un breve periodo di tempo in cui la situazione fu quella sopra descritta, il senato permise a Cepione di dichiarare apertamente guerra a Viriato, forse ritenendo d'avere ormai pretesti sufficienti.

### Morte

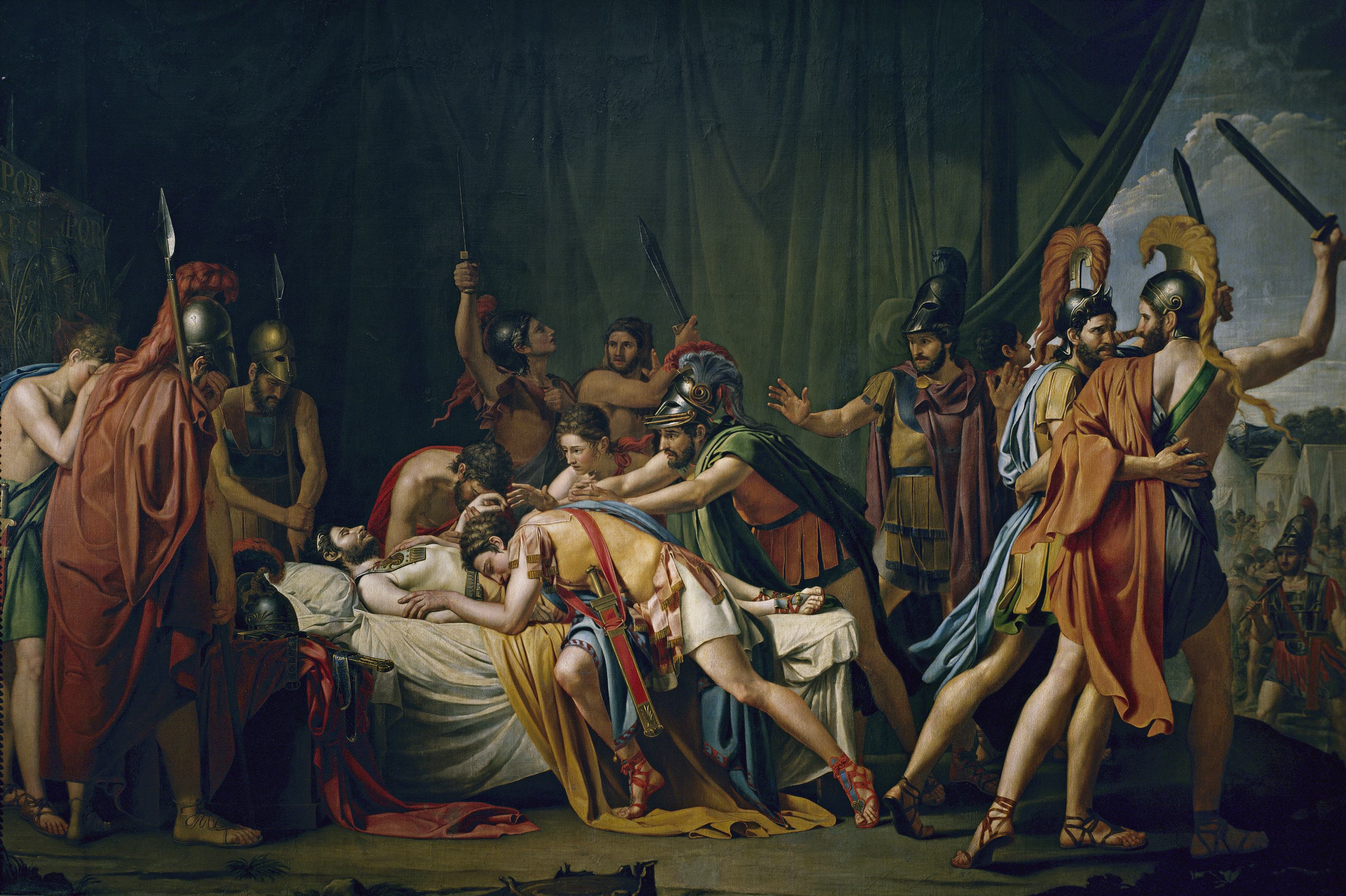
La morte di Viriato, re dei Lusitani di José de Madrazo, 1807

Caepio immediatamente scese in campo contro Viriato, ma quest'ultimo inviò tre dei suoi più fedeli amici: Audax, Ditalco e Minurus al generale romano, per offrirgli le condizioni di pace. Caepio convinse gli ambasciatori lusitani, con la promessa di grandi ricompense, ad uccidere Viriato. Di conseguenza, al loro ritorno, uccisero Viriato mentre dormiva nella sua tenda e fuggirono al campo romano prima che tutti i Lusitani venissero a conoscenza della morte del loro generale. Gli assassini, però, non ricevettero le ricompense che erano state loro promesse e, quando le chiesero al console, fu loro freddamente risposto con la celeberrima frase: Roma traditoribus non praemiat!, cioè "Roma non premia i traditori!".

## Dopo la morte di Viriato
La morte di Viriato non mise, però, fine immediatamente alla guerra. Dopo aver seppellito Viriato con tutti gli onori, i suoi soldati elessero Tantalo come loro generale, ma quest'ultimo non era al pari di un console romano e, prima della fine dell'anno, fu costretto a capitolare. La guerra contro Viriato durò otto anni, secondo Appiano, che fissa il suo inizio nel momento in cui Viriato divenne il capo dei Lusitani. Altri scrittori, invece, dicono che la resistenza è durata quattordici anni, probabilmente perché calcolano a partire dall'inizio della guerra celtiberica.

## Viriato nella cultura di massa
Viriato è citato in numerosi videogiochi di strategia ambientati nell'epoca romana come uno dei ribelli per eccellenza al dominio romano. Ad esempio, egli è protagonista in due occasioni della serie Imperivm: in Imperivm: Le guerre puniche, egli è il principale personaggio controllabile dal giocatore nella modalità Apprendistato; in Imperivm: Le grandi battaglie di Roma, egli è protagonista in una delle Grandi Sfide di Roma.

## Viriato de Sílio Itálico
È stato sostenuto che Sílio Itálico, nel suo poema epico intitolato Púnica, menziona un Viriato più antico che sarebbe stato un contemporaneo di Annibale. Si chiamava primo Viriathus in aeuo, ed era un capo dei Galiziani e dei Lusitani. Lo storico Viriato sarebbe colui che ricevette il titolo di regnator Hiberae magnanimus terrae, il più magnanimo dei re della terra iberica. Il Viriatus di Silius (probabilmente immaginario, un ritratto retroattivo di il Viriatus del II secolo a.C.) morì nella battaglia di Canne, per mano di un legionario romano.